# Vélez de Benaudalla
Vélez de Benaudalla, también conocido como Velecillos, es una localidad y un municipio español situado en la provincia de Granada, en la comunidad autónoma de Andalucía, con una superficie de 79 km², una población de 2885 habitantes (2017) y una densidad de población de 36,47 hab./km².

## Toponimia
El topónimo Vélez, según el padre Tapia, tiene un origen íbero, apoyándose en hallazgos arqueológicos pero sin una justificación lingüística, y conectándolo con el antroponímico beles y este con el protovascuence beltz, con significado de negro. De todas formas, Ferrán Torra defiende una raíz latina relacionada con el término vallis, traducción de valle.

## Localización
Se encuentra en las últimas estribaciones de la Alpujarra Granadina, sobre una suave ladera y una pequeña llanura que deja a sus pies el río Guadalfeo.
Los aspectos geográficos descritos hacen que Vélez de Benaudalla se encuentre a los 36.º 50' de latitud norte y los 0.º 10' de longitud oeste y a una altitud de 170 m sobre el nivel del mar, rodeada de sierras que en ocasiones alcanzan hasta los 1500 m de altitud:
- Al oeste las sierras de Los Guájares y Almijara.
- Al este la sierra de Lújar y la del Jaral.
- Al norte, Sierra Nevada.

Así, el único paso natural que resta constituye un eje norte-sur que marca la fisionomía de este terreno tan abrupto. Su trazado lo formaliza el curso del río Guadalfeo que se encuentra próximo ya a su desembocadura en el Mediterráneo.
La superficie que comprende su término municipal ocupa unos 79 km², 7816 ha, incluidos los dos anejos, La Gorgoracha y Lagos; estando adscrita, dentro de la provincia de Granada, en la comarca de la Costa Granadina, aunque situada en la parte más septentrional de esta última. Se indican a continuación sus límites que a efectos administrativos, son los siguientes:
- Al norte: Ízbor (este a su vez pertenece al municipio de El Pinar), Lanjarón y Órgiva.
- Al sur: Motril y Salobreña.
- Al este: Lújar.
- Al oeste: Los Guájares.

Físicamente, sin embargo, mantiene una unidad estructural muy parecida a todos los pueblos vecinos, viéndose beneficiado del clima templado-mediterráneo, caracterizado por inviernos templados y veranos cálidos. Las lluvias, que sin ser abundantes alcanzan los 500 mm anuales, tienen una distribución irregular entre los escasos 40-50 días que llueve al año.

## El medio
El río Guadalfeo
Alimentado por un número importante de pequeños torrentes y afluentes que recogen el magnífico aporte de agua de las sierras cercanas, generosamente regadas por las lluvias, por lo que está asegurado tanto el consumo humano como su uso agrícola, permite cada año aumentar el número de hectáreas de regadío, tanto en esta localidad como en las vecinas. Para llevar esto a cabo se ha construido en el término municipal la "Presa de Rules" para hacer una distribución racional del agua.

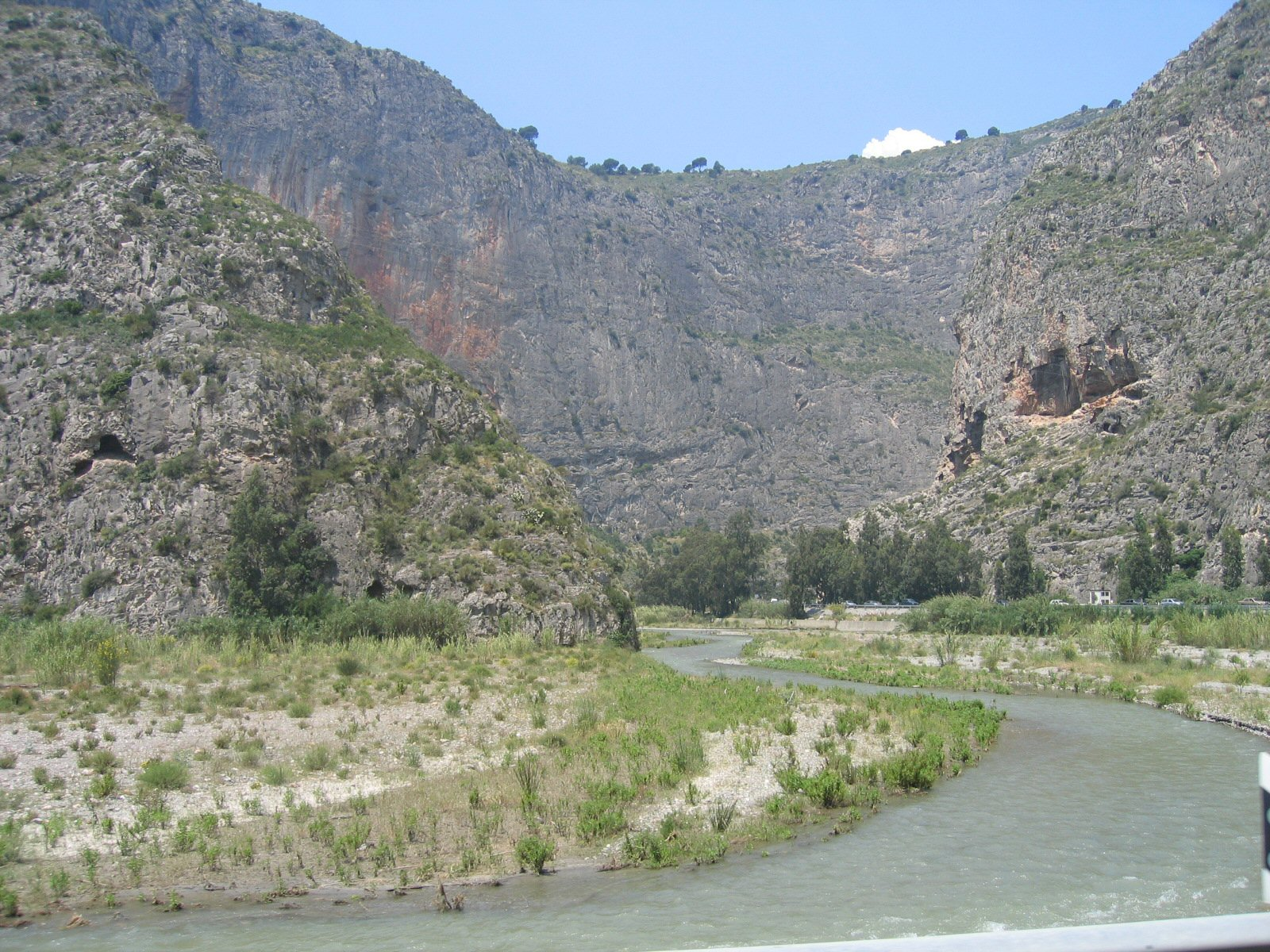
Garganta del río Guadalfeo
Caracterizada por un profundo encajonamiento del tramo bajo del río, con formaciones meandriformes. Existen tobas kársticas, en las cercanías de Vélez con alto porcentaje de impurezas. Presenta una vegetación ripiaria termomediterránea. Se presenta por tanto un conjunto paisajístico de gran espectacularidad por la altura de los "tajos", la verticalidad de los paredones rocosos y, ante todo, por la gran variedad de sus formas kársticas. Por todo ello este espacio está catalogado como monumento natural de protección especial en el "Catálogo de Bienes Protegidos de la Provincia de Granada". En cuanto a edificaciones e infraestructuras, la importancia se centra precisamente en Vélez de Benaudalla que se eleva sobre una gran formación kárstica, además de pequeñas edificaciones aisladas con función de explotación agrícola y otras edificaciones con función de restaurante a lo largo de la carretera N-323 que conecta con la carretera de la costa N-340 y con poblaciones importantes como Motril o Almuñécar.
Sierra de Lújar
Ocupa unas 2300 hectáreas de nuestro término municipal, una quinta parte de su superficie total. Se trata de una alineación prelitoral caliza, con profundos cañones, fuertes pendientes y acusada karstificación, con importantes repoblaciones de pinos, bosquetes de encinas y algunos ejemplos de endemismo. En lo que se refiere a su fauna, es resaltable la nidificación de varias especies de rapaces (águila real, halcón, etc), presentando paralelamente ejemplos de mamíferos como el jabalí o la cabra montés. Tiene por tanto un gran interés botánico y faunístico al que se le une un valor geomorfológico derivado de su peculiar relieve kárstico y una gran potencialidad paisajística como mirador de Sierra Nevada y la costa mediterránea.
Indudablemente ha y que tener en cuenta que las talas de árboles que se han sucedido a lo largo de los siglos, bien para alimentar los ingenios azucareros de Motril o Salobreña, bien para la obtención de carbón como elemento de combustible reclamado en hogares, industrias y por la construcción naval, bien para la puesta en marcha de nuevos espacios agrarios, esquilmaron y destrozaron el paisaje existente en la zona, de chaparros, encinas y algarrobos, dando paso a los extendidos almendros, olivos, viñedos, higuerales y, naturalmente, cereales.
La vegetación
Si hacemos una división del entorno que nos rodea, nos podemos encontrar con un amplio espectro de vegetación que, podemos clasificar del siguiente modo:
Un estrato arbóreo
Donde se alternan encinas, algarrobos, arces y quejigos, como últimas muestras de un bosque mediterráneo que existió en su momento y del que apenas quedan ejemplos demostrativos.
Un estrato arbustivo
En el que se entremezclan un amplio número de especies, desde el simple matorral hasta el arbusto propiamente dicho: enebro, lentisco, zarza, hiedra, madreselva, romero, tomillo, espliego, retama, palmito, rosa silvestre, aulaga y jara.
Un estrato herbáceo
Que alterna la hierba y los tréboles con violetas, cardos, primaveras, narcisos, espartos, helechos y, como no, las siempre presentes, ortigas, formando un amplio manto vegetal que cubre buena parte del término municipal.
Fauna
Disfrutamos igualmente de una variada y amplia fauna, acorde con la vegetación y el relieve imperante, aunque como ocurre en otras zonas de nuestra comarca, se constata un descenso manifiesto de la población animal que nos rodea.
A) Los mamíferos: de los que podemos encontrar gran variedad de insectívoros, lagomorfos, roedores, carnívoros y otros varios.
B) Las aves: de las que también encontramos gran variedad del medio acuático roquedos/cortados, del bosque mediterráneo, corvidos y rapaces.

## El núcleo poblacional y sus anejos

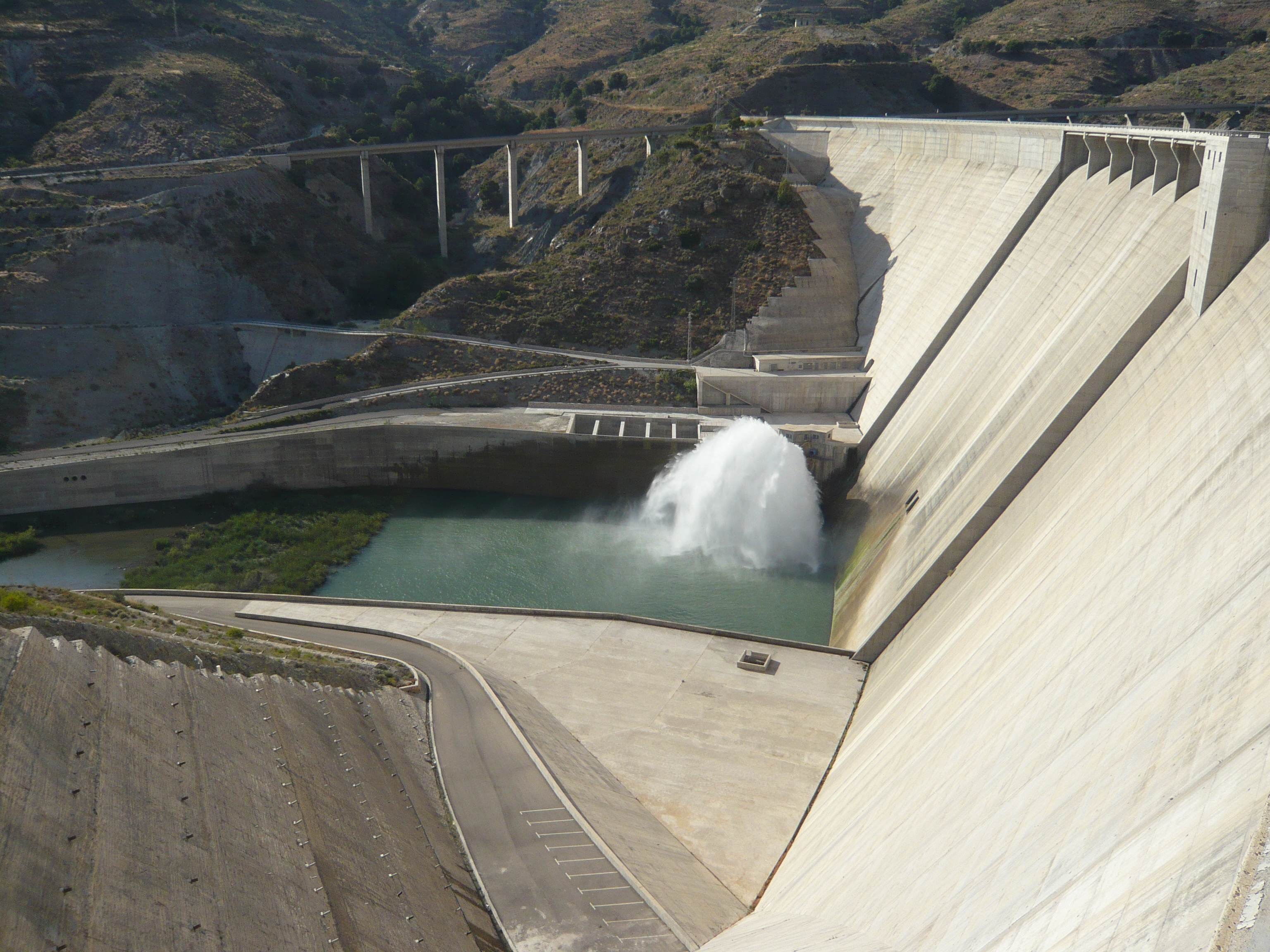
Presa del embalse de Rules en el municipio de Vélez de Benaudalla

La población se encuentra inscrita dentro de la conocida como Comarca de la Costa dentro de la provincia de Granada, que comprende un territorio de características similares entre las últimas estribaciones de las Alpujarras y las orillas del mar Mediterráneo, conocida también como Costa Granadina que se extiende a lo largo de algo más de 772 km², de los cuales Vélez representa aproximadamente un 10 %.
En lo que se refiere a suelo urbano, nos encontramos con una superficie de unos 3 km², donde podemos encontrar tres núcleos poblacionales básicos claramente definidos, distinguiéndose un punto donde se aglutina la práctica totalidad de la población y dos anejos que si bien estuvieron bastante poblados en otras épocas hoy se encuentran prácticamente deshabitados:
- Vélez de Benaudalla
- Caserío de la Gorgoracha
- Lagos

Además se encuentra multitud de cortijos y/o pequeñas edificaciones diseminadas por todo el término municipal, en su gran mayoría deshabitados.
Vélez de Benaudalla
En la actualidad esta población se extiende a lo largo de unas 30 hectáreas, donde se puede encontrar a la mayoría de los habitantes del municipio.
Esta extensión ha ido aumentado sin cesar a lo largo, sobre todo, de los últimos 20 años. Así se ve cómo las actuaciones de edificación prosiguen, con lo que las previsiones de desarrollo de este municipio son bastantes optimistas y se puede afirmar que el avance se verá potenciado durante los próximos años.
El antiguo núcleo poblacional se fue desarrollando a partir de la protección que ofrecía la fortaleza que lo domina. Así, la población se ido desarrollando desde sus píes, en las laderas que descienden hacia el valle.
El Barrio Antiguoque a pesar de haber perdido las edificaciones primitivas mantiene su trazado originario en lo que se refiere a sus calles, estrechas, con trazados irregulares que la convierten en un pequeño laberinto donde se intercalan callejones angostos con vías sin salida, prototipo característico del urbanismo potenciado por sus anteriores habitantes árabes durante la ocupación de estos territorios. Esta zona, que no abarca más allá de las 10 hectáreas edificadas, no conserva otros rasgos destacados de su pasado histórico a excepción de la fortaleza que, como ya hemos comentado, la domina, ya que todos ellos han sufrido los avatares del paso del tiempo, que ha transformado ostensiblemente el aspecto de las mismas.
El Barrio de la Vegaconstruido como su nombre indica sobre los terrenos que componían una estrecha franja de suelo cultivable, sobre una breve terraza que domina el curso del río Guadalfeo, ha desarrollado una arquitectura irregular basándose en las separaciones que determinaban los caminos y servidumbres de paso existentes hasta el momento. Se extiende a lo largo de las 7 ha que comprenden estos terrenos, donde se amalgaman un amplio espectro de edificaciones.
El Barrio Nuevomás amplio que los dos anteriores y donde se encuentra casi la totalidad de los equipamientos de los que dispone el pueblo, se localiza a lo largo de unas 12 ha de superficie, prácticamente coincidiendo con el recorrido de la carretera ya mencionada y con claras manifestaciones de expansión. Así constatamos la presencia de los principales equipamientos: Ayuntamiento, consultorio médico, colegio, mercado y oficina de correos.

### La Gorgoracha
Desde el casco urbano, dirigiéndose a la localidad de Motril por la antigua carretera nacional N-323, a unos cinco kilómetros nos encontramos el Caserío de la Gorgoracha. Está formado por multitud de cortijos diseminados que, actualmente, se encuentran deshabitados en su mayoría o aprovechados para estancias esporádicas en fines de semana o vacaciones.
Sin embargo, debemos considerar que este pequeño caserío tenía vida propia ya en el siglo XVI (y posiblemente con anterioridad).
En su pasado reciente este anejo gozó de gran actividad agrícola y ganadera, especialmente en lo que se refiere a la cabaña caprina, cultivos de secano y utilización de tierras para pastos.

### Lagos
Continuando el viaje en dirección Motril se encuentra sobre la carretera el túnel al que da nombre el anejo anterior, La Gorgoracha. Iniciada su construcción bajo el reinado de Isabel II y concluido en 1880, es puerto de montaña de 3.ª categoría y separa los términos municipales de Vélez de Benaudalla y Motril. Pasada dicha obra pública, a su izquierda se puede tomar el camino de Lagos, con una longitud de diez kilómetros, al final del cual nos encontramos con este recóndito poblado, sito en las estribaciones de la sierra de Lújar, cuyas características son, en parte, similares a algunos pueblos de las Alpujarras.
En el caso de Lagos, al contrario que el caso de La Gorgoracha, éste estaba más dedicado a la agricultura, a la trashumancia y a la utilización de sus minas.

## Demografía
Vélez de Benaudalla cuenta con una población de 3054 habitantes (INE 2024).
| Gráfica de evolución demográfica de Vélez de Benaudalla entre 1842 y 2021                                           |
| |
| Población de derecho según los censos de población del INE Población de hecho según los censos de población del INE |

La mayor parte de la población está dedicada a la agricultura (60 %), siendo las demás ocupaciones en el sector servicios (20 %) y la construcción (20 %).
Se puede observar así que existe una evolución positiva de la población a lo largo de los siglos, con ligeras variaciones y altibajos debido a distintos períodos de crisis económica que, en ocasiones, hizo menguar la población sensiblemente.
Será en este siglo XX cuando se constate una inversión en la tónica ascendente, encontrándonos con una evolución negativa de la demografía local, que llegó a perder casi la tercera parte del vecindario que tenía a principio del mismo, como consecuencia de la grave crisis agraria y minera, que tuvo lugar en los años 1970 y 1980, bases en aquel momento de la economía local.

## Economía

### Evolución de la deuda viva municipal
| Gráfica de evolución de Deuda viva del Ayuntamiento de Vélez de Benaudalla entre 2008 y 2019                                |
| |
| Deuda viva del Ayuntamiento de Vélez de Benaudalla en miles de Euros según datos del Ministerio de Hacienda y Ad. Públicas. |

## Administración y política
Los resultados en Vélez de Benaudalla de las elecciones municipales celebradas en mayo de 2023 son:
| Elecciones Municipales - Vélez de Benaudalla (2023) | Elecciones Municipales - Vélez de Benaudalla (2023) | Elecciones Municipales - Vélez de Benaudalla (2023) | Elecciones Municipales - Vélez de Benaudalla (2023) | Elecciones Municipales - Vélez de Benaudalla (2023) | Elecciones Municipales - Vélez de Benaudalla (2023) |
| Partido político                                    | Partido político                                    | Votos                                               | Votos                                               | Concejales                                          | Anteriores                                          |
| --------------------------------------------------- | --------------------------------------------------- | --------------------------------------------------- | --------------------------------------------------- | --------------------------------------------------- | --------------------------------------------------- |
|                                                     | Partido Socialista Obrero Español (PSOE)            | 1059                                                | 57,77 %                                             | 7                                                   | 8                                                   |
|                                                     | Partido Popular (PP)                                | 610                                                 | 33,27 %                                             | 4                                                   | 2                                                   |
|                                                     | Izquierda Unida (IU)                                | 149                                                 | 8,12 %                                              | 0                                                   | 1                                                   |

## Principales aspectos socioeconómicos

### Agricultura
El término municipal, cuyo suelo alcanza una superficie cultivable de 7816 ha, aproximadamente, uno de los más grandes de la comarca costera granadina, se encuentra en un amplio proceso de transformación en lo que se refiere a la agricultura, principal actividad de sus habitantes, que ocupa el 60 % de su población activa:
- El predominio del secano es manifiesto, destacando productos como la aceituna, los pastos y la almendra, aunque cada año que pasa se observa una regresión de los mismos, tanto por los gastos que ocasionan que no compensan luego con los precios de venta, como por el empuje que van teniendo en la zona las nuevas formas de cultivo y los buenos resultados económicos que se observan como resultados de las mismas.
- Aunque la realidad productiva de la comarca, que genera auténticos beneficios y capta la mayor parte de esta población trabajadora, es el regadío. Los agricultores están sacando provecho considerable de las nuevas formas de cultivo (invernaderos) que ha implantado otras formas de trabajo y rendimiento agrario. Así pepino, judía y diferentes modalidades de tomate (tomate de ensalada, cherry etc) van asentándose como los verdaderos generadores de riqueza de este municipio.

### Industria y Servicios
Al concentrarse nuestras actividades de producción en el sector primario, agricultura, escasamente queda un 40 % de nuestros trabajadores que se dediquen a los restantes servicios.
En nuestro caso, la industria ha dejado de existir, ya que las únicas plantas donde se desarrollaba este tipo de actividad, almazaras y partidoras de almendras, como centros productores de aceite y comerciliadores de la almendra, han desaparecido en estos últimos años. Aunque en los últimos años ha vuelto a resurgir la almazara de la antigua Cooperativa San Antonio.
Este desaparecido sector industrial nos hace decantarnos por la búsqueda de las actividades del sector servicios, que ocupan a casi un cuarto de nuestra población trabajadora. Si bien hay un elevado número de personas de se dedican a la construcción, la mayoría de los vecinos diversifican sus esfuerzos para cubrir distintas ocupaciones dentro de los servicios públicos que se ofrecen a través de:
- Bares y restaurantes
- Pensiones
- Banca
- Transporte
- Tiendas de Alimentación
- Sanidad
- Enseñanza
- Ayuntamiento
- Mercado
- Otros comercios